# Shanaze Reade
Shanaze Danielle Reade (ur. 23 września 1988 w Crewe) – brytyjska kolarka torowa i BMX, trzykrotna medalistka torowych mistrzostw świata i trzykrotna mistrzyni świata BMX.

## Kariera
Pierwszy sukces w karierze Shanaze Reade osiągnęła w 2007 roku, kiedy wspólnie z Victorią Pendleton zdobyła złoty medal w sprincie drużynowym na torowych mistrzostwach świata w Palma de Mallorca. W tym samym roku zwyciężyła także na mistrzostwach świata BMX w Victorii, a rok później powtórzyła oba te sukcesy. Podczas mistrzostw świata w Pruszkowie w 2009 roku wraz z Pendleton zajęła tym razem drugie miejsce w sprincie drużynowym, ulegając jedynie Australijkom. Ponadto na mistrzostwach świata BMX w Pietermaritzburgu w 2010 roku zdobyła swój trzeci tytuł mistrzyni świata BMX.